# Kanton Ahrweiler
Der Kanton Ahrweiler (französisch Canton d’Ahrweiler) war einer von neun Verwaltungseinheiten, in die sich das Arrondissement Bonn im Rhein-Mosel-Departement gliederte. Der Kanton war in den Jahren 1798 bis 1814 Teil der Französischen Republik (1798–1804) und des Napoleonischen Kaiserreichs (1804–1814).

## Geschichte
Vor der Annexion des linken Rheinufers im Ersten Koalitionskrieg gehörte der Verwaltungsbezirk des Kantons Ahrweiler landesherrlich zum Kurfürstentum Köln und verschiedenen kleineren Herrschaften.
Im Jahr 1814 wurde das Rhein-Mosel-Departement und damit auch der Kanton Ahrweiler vorübergehend Teil des Generalgouvernements Mittelrhein und kam 1815 aufgrund der auf dem Wiener Kongress getroffenen Vereinbarungen zum Königreich Preußen. Unter der preußischen Verwaltung ging der Kanton Ahrweiler im 1816 neu gebildeten Kreis Ahrweiler im Regierungsbezirk Koblenz auf.

## Verwaltungsgliederung
Der Kanton Ahrweiler gliederte sich in vier Mairies. Im Jahr 1808 lebten im Kanton insgesamt 8956 Einwohner.

### Mairie Ahrweiler
Zur Mairie Ahrweiler gehörte Ahrweiler mit Bachem, Walporzheim und Marienthal-Ost, insgesamt 2380 Einwohnern; Bürgermeister: Kriechel (1808).

### Mairie Brück
Zur Mairie gehörten 6 Ortschaften mit insgesamt 2668 Einwohnern; Bürgermeister: Linden (1808). 
- Brück
- Berg
- Hönningen
- Kesseling
- Kreuzberg
- Lind

### Mairie Gelsdorf
Zur Mairie gehörten vier Ortschaften mit insgesamt 1437 Einwohnern; Bürgermeister: Gruben (1808). 
- Gelsdorf
- Eckendorf
- Holzweiler
- Vettelhoven

### Mairie Mayschoß
Zur Mairie gehörten fünf Ortschaften mit insgesamt 2214 Einwohnern. 
- Mayschoß
- Altenahr
- Altenberg (Ahr)
- Dernau mit Marienthal-West
- Rech